# Onosma xiangchengensis
Onosma xiangchengensis är en strävbladig växtart som beskrevs av Wen Tsai Wang. Onosma xiangchengensis ingår i släktet Onosma och familjen strävbladiga växter. Inga underarter finns listade i Catalogue of Life.